# Свято-Успенський собор (Херсон)
Свято-Успенський собор (собор Успіння Пресвятої Богородиці) — колишній кафедральний собор у Херсоні, контролюється РПЦвУ.

## Опис
Церква збудована з цегли у хрестово-купольному стилі. Її довжина становить 46 м, ширина — 31 м і висота — 40,5 м. У храмі було три престоли: головний престол — на честь Успіння Богоматері, правий — Св. Миколая Чудотворця, лівий — Св. Великомучениці Варвари. Всередині знаходився іконостас з 50 ікон, ширина якого складала 30 м, центральна частина піднімалася вверх на 17 м. Збереглася лише одна ікона — Пресвята Богородиця з Ісусом, що стояла на Півмісяці.

## Історія
Кам'яний храм був побудований за ініціативою херсонських купців у 1798 і у цьому ж році був освячений. У 1828 році він отримав статус кафедрального, оскільки у зв'язку з переведенням адміралтейства до Миколаєва, кафедральний Катерининський собор був зарахований до військового відомства.
У 1833 році дерев'яну дзвіницю було перебудовано на кам'яну. Перші реставраційні роботи будівлі собору були проведені у середині ХІХ ст.
При соборі була велика бібліотека. У 1853 році при соборі було засновано кафедру вікарних єпископів Херсонської єпархії.
Після війни 1918—1920 Херсон було окуповано більшовиками, було створено Комісію з відокремлення церкви від держави. У 1922 році був укладений договір з релігійною громадою Свято-Успенського собору громадами про передачу їм майна в орендне користування. Парафія Свято-Успенського собору отримала в користування: 197 дес. 500 кв. саж. землі (259 кв. саж. під церквою, 841 кв. саж. під церковною огорожею, 1 327 кв. саж. садибної, 196 дес. 500 кв. саж. плавневої землі під комишем), вісім будівель (п'ять будинків і три флігеля) та все богослужбове майно (вівтарі Успіння Пресвятої Богородиці, Св. Миколая, Св. Великомучениці Варвари; три іконостаси, ікони, різницю, підсвічники, меблі та ін.).
Під час Голодомору в Україні 1921—1923 Центральна комісія допомоги голодуючим при ВЦВК вилучала церковні коштовності, без яких богослужбова діяльність могла проводитись. Зі Свято-Успенського собору вилучили 7 пудів 36 фунтів 28 золотників коштовностей, які складали 18,35 % від усього вилученого у Херсоні.
У зв'язку з курсом на індустріалізацію в СРСР видано постанову ЦВК і РНК СРСР від 7 липня 1926, згідно з якою усе культове майно з міді, срібла, бронзи та інших кольорових (не коштовних) металів, як-то: дзвони, канделябри, чаші, підсвічники тощо, що знаходилися в закритих молитовних будинках або тих, що будуть закриті, необхідно було здавати безкоштовно Комкольорфонду. На практиці це звелося до зняття дзвонів з усіх храмів та супроводжувався посиленням антирелігійної політики, адже влада вважала, що звук дзвонів порушує права атеїстів. За описом 1922 на дзвіниці Свято-Успенського собору знаходилося сім дзвонів, загальна вага яких складала 5 741 кг, найбільший важив 3 892 кг, а найменший 16 кг. У 1929 всі дзвони собору були демонтовані. Антицерковна політика влади продовжувалася і у 1931 році приміщення собору перетворили на спортивний зал.
У серпні 1941 під час німецько-фашистської окупації собор відновив свою діяльність. Після звільнення Херсона влітку 1944 була зареєстрована громада Свято-Успенського собору як діюча. Проте вже 26 листопада 1945 будівля собору була передана для використання під «Палац фізкультури».
У період незалежної України розпочалося відновлення діяльності Свято-Успенського собору. У вересні 1993 будівлю повернули громаді, статут якої був зареєстрований ще 15 листопада 1991 року.
Через брак коштів відновлення храму розтягнулося у часі. З 1993 почалися оздоблювальні роботи у храмі і регулярні богослужіння. У 2001 були проведені робити по зміцненню храму. Центральний купол з хрестом було встановлено у 2005. Згодом була відновлена дзвіниця і 17 грудня 2006 на неї було піднято вісім нових дзвонів, найбільший з яких важив 1 600 кг, найменший — 10 кг.
19 січня 2007 року 2,5-метровий позолочений купольний хрест було поставлено на 11-метровий шпиль. З 2012 почалося встановлення нової огорожі храму, відновлення історичного входу в храм зі сторони вул. Рішельєвської та завершенням оздоблювальних робіт усередині храму.

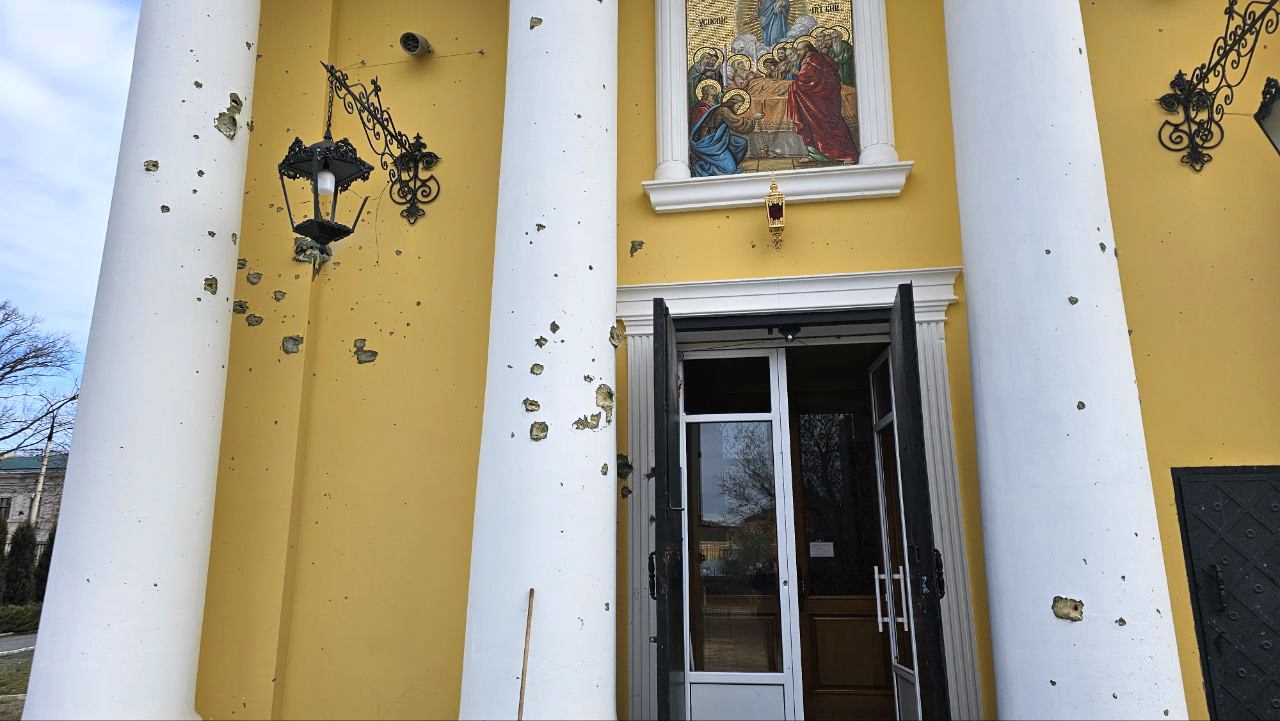
Вхід до собору після обстрілу (4 лютого 2024)

У грудні 2022 року проти керівника собору Олександра Федорова та шести інших діячів РПЦвУ було запроваджено персональні санкції терміном на 5 років.
В ніч на 14 грудня 2023 року (одночасно з Греко-Софійською церквою) собор був пошкоджений російським обстрілом: від прямого попадання снаряду постраждав головний купол. 4 лютого 2024 року черговий обстріл пошкодив фасад, вікна та вхідні двері.